# Uvárovo
Uvárovo (del ruso: Уварово) es una ciudad del óblast de Tambov, en Rusia, centro administrativo del raión homónimo. Está situada a orillas del río Vorona, un afluente del Don, a 99 km (109 km por carretera) al sur de Tambov. Contaba con 26.590 habitantes en 2010.

## Historia
Uvárovo fue fundada en 1699 como un asentamiento cosaco. En 1770, se abrió a través de Uvárovo una ruta postal que unía Borisoglebsk con Kirsánov. En la segunda mitad del siglo XIX y a principios del XX, Uvárovo constituía un importante mercado. Accedió al estatus de asentamiento de tipo urbano en 1960 y al de ciudad en 1966.

## Demografía
| 1959  | 1970   | 1979   | 1989   | 2002   | 2007   |
| ----- | ------ | ------ | ------ | ------ | ------ |
| 6 800 | 24 900 | 31 700 | 34 554 | 29 690 | 27 400 |

## Cultura y lugares de interés
En Ivánovka, un pueblo de los alrededores hay un museo a la memoria del compoositor Sergéi Rajmáninov, que vivió allí a principios del siglo XX, en la finca de su primo. En otro pueblo cercano, Stáraya Olshanka están las ruinas de la finca de la familia noble Vozheikov, donde se alojaron el pintor Vasili Polénov y su hermana la pintora e ilustradora Yelena Polénova. 
Cabe destacar así mismo la iglesia de la Resurrección (Воскресенская церковь) de entre 1843 y 1860.

## Economía y transporte
Las principales actividades económicas de la ciudad son la producción de fertilizante, la industria alimentaria y la de los materiales de construcción.
La ciudad está en el ferrocarril Tambov-Balashov-Kamyshin (estación Oblovka).